# 1896 no beisebol
Esta é uma lista de eventos no mundo do beisebol durante o ano de 1896.

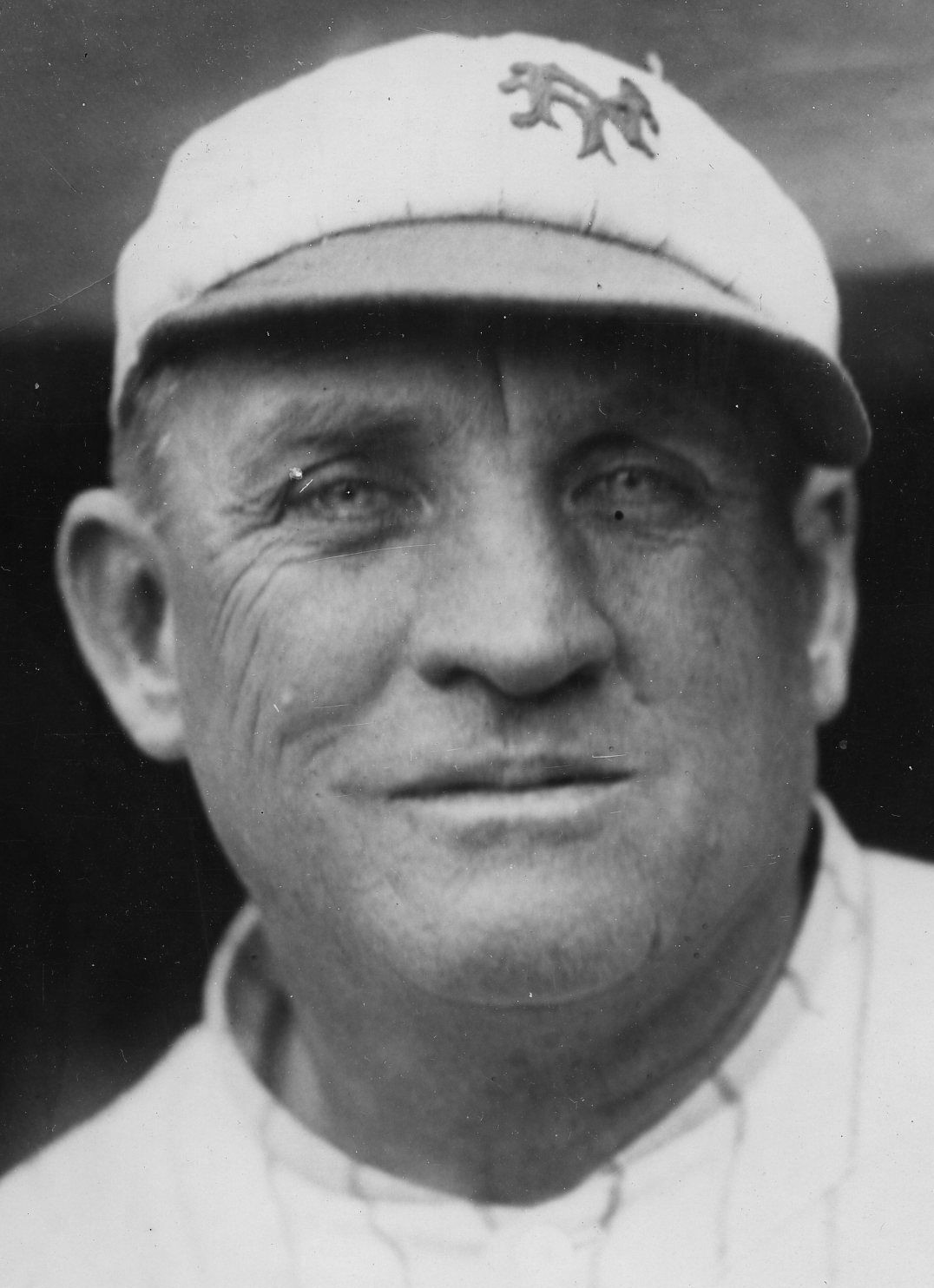
Jesse Burkett, foi o líder em rebatidas com 41% de aproveitamento.

## Campeões
- Temple Cup: Baltimore Orioles bateu o Cleveland Spiders, 4 jogos a 0
- National League: Baltimore Orioles

## Líderes
- Rebatidas: Jesse Burkett .41%
- Home Runs: Ed Delahanty & Bill Joyce  13
- Vitórias: Kid Nichols  30
- ERA: Billy Rhines 2.46

## Grandes ligas de beisebol - times e aproveitamento

### National League
| Time                  | Vitórias | Derrotas |
| --------------------- | -------- | -------- |
| Baltimore Orioles     | 90       | 37       |
| Cleveland Spiders     | 80       | 48       |
| Cincinnati Reds       | 77       | 50       |
| Boston Beaneaters     | 74       | 57       |
| Chicago Colts         | 71       | 57       |
| Pittsburgh Pirates    | 66       | 63       |
| New York Giants       | 64       | 67       |
| Philadelphia Phillies | 62       | 68       |
| Washington Senators   | 58       | 73       |
| Brooklyn Bridegrooms  | 58       | 73       |
| St. Louis Browns      | 40       | 90       |
| Louisville Colonels   | 38       | 93       |

## Eventos
- 9 de maio
  - O shortstop Herman Long rebate pelo ciclo na vitória do  Boston Beaneaters por 17–5 contra o Louisville Colonels.
  - O Washington Senators bateu o Pittsburg Pirates, por 14–9, em uma verdadeira batalha entre os dois arremessadores. O arremessador do Senators, Win Mercer, acerta três rebatedores do Pittsburgh enquanto o arremessador do Pirates,  Pink Hawley, acerta três rebatedores do Washington em uma desastrosa sétima entrada com 11 corridas, empatando a marca que ele estabeleceu em 4 de julho de 1894. Hawley se aposenta em 1900 após apenas nove temporadas jogadas com um recorde que ainda permanece na National League de 195 rebatedores atingidos por bola. No final, oito rebatedores foram atingidos por bola durante a partida, cinco por Hawley, um recorde da National League. Os cinco rebatedores do Washington atingidos por bola empata com a marca da NL e não será igualada até 2 de julho de 1969.
  - Hughie Jennings do Baltimore Orioles nocauteia o terceira base do Cincinnati Reds, Charlie Irwin, antes que ele possa apanhar um arremesso de Bid McPhee. Jennings anota na sequência da jogada dando a vitória controversa ao Orioles por 6–5, em 10 entradas sobre o Cincinnati. O umpire Bob Emslie é escoltado para fora do estádio pela polícia de Cincinnati.
- 30 de maio – O terceira base do Washington Senators, Bill Joyce rebate pelo ciclo na vitória por 8–1 sobre o Pittsburg Pirates.
- 13 de julho – O campista esquerdo do Philadelphia Phillies, Ed Delahanty, se torna o segundo jogador da Major League a rebater quatro home runs em um jogo, dois deles sendo inside-the-park home runs. Não foi suficiente, pois o Phillies perdeu para o Chicago Colts por 9–8. É o único membro da lista de jogadores com 4 home runs em um jogo a ter um inside-the-park home run como parte da façanha e o primeiro jogador a fazê-lo durante uma derrota.

## Nascimentos

### Janeiro
- 17 – Harry Hanson
- 18 – Bill McGowan
- 18 – Babe Twombly
- 19 – Ollie Hanson
- 22 – Frank Fahey
- 23 – Billy Mullen
- 24 – Jim Lindsey
- 25 – Ray Schmandt
- 27 – Milt Gaston
- 31 – Pinky Hargrave
- 31 – Charlie Robertson

### Fevereiro
- 3 – Chicken Hawks
- 4 – Andy Woehr
- 11 – Charles Johnston
- 17 – Frank Emmer
- 20 – Muddy Ruel
- 21 – Turkey Gross
- 21 – Dick McCabe
- 22 – Ferdie Moore
- 26 – Rip Collins
- 27 – Cy Perkins
- 27 – Will Koenigsmark
- 28 – Homer Ezzell
- 29 – Ralph Miller
- 29 – Roy Parker

### Março
- 3 – Bert Griffith
- 5 – Bernie Hungling
- 8 – Lefty Clarke
- 9 – Rube Yarrison
- 16 – Arlas Taylor
- 22 – Chick Holmes

### Abril
- 15 – Dutch Distel
- 18 – Rip Conway
- 20 – Harland Rowe
- 23 – Elam Vangilder
- 24 – Pug Griffin
- 24 – Ken Penner
- 25 – Fred Haney
- 25 – Marty Shay
- 27 – Rogers Hornsby
- 29 – Johnnie Heving

### Maio
- 1 – Heinie Meine
- 2 – Bill Piercy
- 3 – Bob Hasty
- 7 – Tom Zachary
- 16 – Red Ostergard
- 18 – George Edmondson
- 19 – Merito Acosta
- 19 – Bud Culloton
- 24 – Leo Mangum
- 28 – Warren Giles
- 31 – Socks Seibold

### Junho
- 1 – Joel Newkirk
- 1 – Johnny Mostil
- 5 – Wade Lefler
- 5 – Ray Richmond
- 7 – Toussaint Allen
- 11 – Charlie Hollocher
- 18 – Newt Halliday
- 25 – Earl Howard

### Julho
- 1 – Bert Cole
- 3 – Curt Walker
- 4 – Charles Wesley
- 5 – Buck Freeman
- 5 – Hank Thormahlen
- 7 – John Jenkins
- 8 – Roy Crumpler
- 9 – Carl Holling
- 10 – Bill Schindler
- 19 – Joe Boley
- 19 – Bob Meusel
- 20 – Ollie Fuhrman
- 20 – Mutt Wilson
- 27 – Rube Walberg
- 31 – Chick Sorrells

### Agosto
- 4 – Chick Galloway
- 4 – Cliff Lee
- 6 – Ray Blades
- 15 – Ben Rochefort
- 15 – Bill Sherdel
- 17 – Doug McWeeny
- 23 – Cedric Durst
- 24 – Bevo LeBourveau
- 28 – Aaron Ward

### Setembro
- 2 – Paul Johnson
- 2 – Harry Shriver
- 5 – Gil Gallagher
- 6 – Mack Eggleston
- 6 – Frank McCrea
- 6 – Paul Zahniser
- 8 – Val Picinich
- 8 – Johnny Schulte
- 10 – Sammy Hale
- 13 – Pat Collins
- 13 – Roy Wilson
- 13 – Art Stokes
- 21 – Herschel Bennett
- 24 – Kewpie Pennington

### Outubro
- 2 – Sid Womack
- 5 – Charlie Pechous
- 5 – Danny Silva
- 6 – Harry Heitmann
- 8 – Tim Murchison
- 13 – Claude Davidson
- 13 – Charlie See
- 14 – Oscar Charleston
- 15 – Mule Watson
- 16 – John Brock
- 19 – Bob O'Farrell
- 20 – Wid Matthews
- 22 – Sam Bohne
- 27 – Frank Okrie
- 28 – Roxy Snipes
- 30 – Clyde Manion
- 31 – Leo Dickerman

### Novembro
- 2 – Chick Maynard
- 8 – Bucky Harris
- 10 – Jimmy Dykes
- 14 – Red Sheridan
- 15 – Babe Ellison
- 16 – Ivy Griffin
- 17 – Sam Post
- 18 – Bill Hughes
- 20 – Larry Duff
- 22 – Bill Hollahan
- 23 – Dick Reichle
- 27 – John Singleton
- 29 – Joe DeBerry

### Dezembro
- 2 – Gene Bedford
- 2 – Mike Wilson
- 4 – Allen Conkwright
- 6 – Bob Larmore
- 6 – Frank Luce
- 10 – Spoke Emery
- 11 – Johnny Walker
- 13 – Denny Williams
- 14 – Charlie Hargreaves
- 17 – Jim Mattox
- 26 – Herman Pillette

## Mortes
- 4 de janeiro – Tom Foley, 49, outfielder.
- 22 de janeiro – George Heubel, 47, outfielder por duas temporadas na National Association de 1871–1872, e uma na National League em 1876.
- 16 de março – Kid Madden, 28, arremessador pelo Boston Beaneaters, Boston Reds e Baltimore Orioles de 1887 até 1891.
- 3 de maio – George McVey, 30, primeira base/catcher.
- 23 de julho – Jack Beach, 34, outfielder.
- 5 de agosto – Ben Stephens, 28, arremessador.
- 29 de agosto – Curt Welch, 34, campista central pela American Association que liderou a liga em duplas em 1889 pelo  Athletics e anotou 100 corridas por cinco temporadas.
- 20 de setembro – Ed Crane, 34, arremessador/outfielder por nove temporadas, mais proeminente pelo New York Giants.
- 23 de setembro – John Crowley, 34, catcher em 1884 pelo Philadelphia Quakers.
- 26 de setembro – John Curran, 44, apareceu em três jogos em 1876 pelo Philadelphia Athletics.
- 10 de novembro – Jim Ritz, 22, terceira base.
- 30 de dezembro – Dave Birdsall, 58, outfielder.